# Mahajanapadas

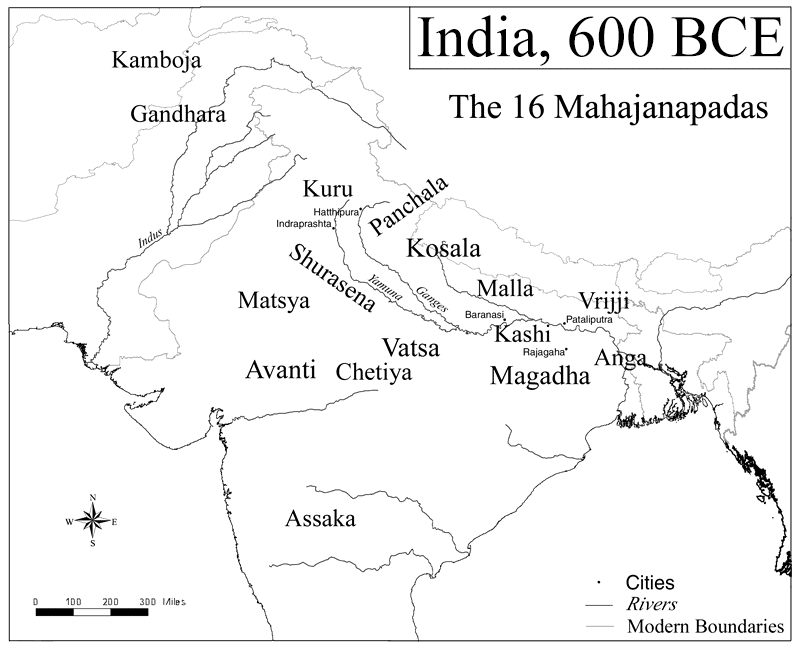
Mapa dos Mahajanapadas

Mahajanapadas (em sânscrito: महाजनपद; romaniz.: Mahājanapadas), literalmente "grandes reinos" (de Maha, "grande", e Janapada, "território de uma tribo", "país"). Textos budistas antigos como o Anguttara Nikaya (I. pp. 213; IV. pp. 252, 256, 261) fazem referências frequentes a dezesseis grandes reinos e repúblicas que desenvolveram-se e floresceram nas partes norte e noroeste do subcontinente indiano, anteriores à ascensão do budismo na Índia.

## Visão geral
A estrutura política dos indo-arianos antigos parece ter começado com unidades tribais semi-nomádicas chamadas de Jana (significando "homem"). Textos védicos antigos testemunham vários Janas ou tribos de arianos, vivendo em estado tribal semi-nomádico, brigando entre si e com outras tribos não-arianas por vacas, ovelhas e pastos verdes. Esses Janas védicos antigos posteriormente unificaram-se em Janapadas da Era Épica.
O termo "Janapada" designava originalmente o território de uma tribo. O fato de que Janapada é derivado de Jana aponta para um estágio antigo de apropriação de terras pela tribo para um estilo de vida fixo e sedentário. Esse processo de assentamento na terra completara o seu último estágio antes dos tempos do Buda e do gramático Panini. A região noroeste pré-budista do subcontinente indiano foi dividida em vários Janapadas demarcados entre si por limites. Em Panini, Janapada significa "país" e Janapadin designa os seus cidadãos. Os nomes desses Janapadas foram baseados nos nomes das tribos ou Janas que assentaram-se neles. Por volta de 600 a.C., muitos desses Janapadas haviam evoluído em entidades políticas maiores pelo processo de apropriação de terras, que eventualmente levou à formação de reinos conhecidos pela tradição budista como os Mahajanapadas.
Os textos budistas e outros textos referem-se a dezesseis grandes nações (Solasa Mahajanapadas) que existiram antes do tempo do Buda. O Anguttara Nikaya dos budistas, em vários pontos, dá uma lista de dezesseis nações:
1. Kasi
2. Côssala
3. Anga
4. Mágada
5. Vajji (ou Vriji)
6. Malla
7. Chedi
8. Vatsa (ou Vamsa)
9. Kuru
10. Panchala
11. Machcha (ou Matsya)
12. Surasena
13. Assaka
14. Avanti
15. Gandara
16. Camboja

Outro texto budista, Digha Nikaya, menciona só os primeiros doze Mahajanapadas e omite os últimos quatro na lista acima (Digha Nikaya, Vol. II, pp. 200).
Chulla-Niddesa, outro texto budista antigo, adiciona Calinga à lista e usa Yona ao invés de Gandara, assim listando o Camboja e o Yona como os únicos Mahajanapadas de Uttarapatha. 
O Bhagvati Sutra jainista dá uma lista ligeiramente diferente de Mahajanapadas: Anga, Banga (Vanga), Mágada, Malaya, Malavaka, Accha, Vaccha, Kochcha (Kachcha?), Padha, Ladha (Lata), Bajji (Vajji), Moli (Malla), Kasi, Côssala, Avaha e Sambhuttara. Obviamente, o autor do Bhagvati teve um foco nos países do Madhydesa e do leste e sul somente. Ele omite as nações de Uttarapatha como Camboja e Gandara.
A ideia principal nas mentes daqueles que escreveram as listas de Janapadas foi basicamente mais tribal que geográfica, uma vez que as listas incluem nomes dos povos, e não dos países. Os textos budistas e jainistas referem-se aos Mahajanapadas só casualmente, sem detalhes históricos.